# Atlanta Open 1976 - Doppio
Il doppio del torneo di tennis Atlanta Open 1976, facente parte della categoria World Championship Tennis, ha avuto come vincitori John Alexander e Phil Dent che hanno battuto in finale Wojciech Fibak e Karl Meiler con il punteggio di 6–3, 6–4.

## Teste di serie
1. John Alexander /  Phil Dent (campioni)

1. Aleksandre Met'reveli /  Ilie Năstase (primo turno)

## Tabellone

### Legenda
| - Q = Qualificato - WC = Wild card - LL = Lucky loser | - ALT = Alternate - SE = Special Exempt - PR = Protected Ranking | - w/o = Walkover - r = Ritirato - d = Squalificato |

|  | Quarti di finale            | Quarti di finale            | Quarti di finale          | Quarti di finale          | Quarti di finale |  |  | Semifinali                  | Semifinali                  | Semifinali                 | Semifinali                 | Semifinali                 |   |   | Finale                   | Finale                   | Finale                   | Finale | Finale |  |
|  |                             |                             |                           |                           |                  |  |  |                             |                             |                            |                            |                            |   |   |                          |                          |                          |        |        |  |
|  | 1                           | John Alexander Phil Dent    | John Alexander Phil Dent  | John Alexander Phil Dent  | w/o              |  |  |                             |                             |                            |                            |                            |   |   |                          |                          |                          |        |        |  |
|  |                             | Z Franulović Billy Martin   | Z Franulović Billy Martin | Z Franulović Billy Martin |                  |  |  | John Alexander Phil Dent    | John Alexander Phil Dent    | 6                          | 6                          | 6                          |   |   |                          |                          |                          |        |        |  |
|  | Björn Borg Bob Giltinan     | Björn Borg Bob Giltinan     | Björn Borg Bob Giltinan   | 6                         | 6                |  |  | Björn Borg Bob Giltinan     | Björn Borg Bob Giltinan     | 4                          | 7                          | 4                          |   |   |                          |                          |                          |        |        |  |
|  | Jiří Hřebec Jan Kodeš       | Jiří Hřebec Jan Kodeš       | Jiří Hřebec Jan Kodeš     | 4                         | 4                |  |  |                             |                             |                            |                            |                            |   |   | John Alexander Phil Dent | John Alexander Phil Dent | John Alexander Phil Dent | 6      | 6      |  |
|  | Andrew Pattison Kim Warwick | Andrew Pattison Kim Warwick | 6                         | 6                         | 6                |  |  |                             |                             | Wojciech Fibak Karl Meiler | Wojciech Fibak Karl Meiler | Wojciech Fibak Karl Meiler | 3 | 4 |                          |                          |                          |        |        |  |
|  | Jeff Borowiak Dick Crealy   | Jeff Borowiak Dick Crealy   | 7                         | 4                         | 3                |  |  | Andrew Pattison Kim Warwick | Andrew Pattison Kim Warwick | 6                          | 5                          | 6                          |   |   |                          |                          |                          |        |        |  |
|  |                             | Wojciech Fibak Karl Meiler  | 6                         | 2                         | 6                |  |  | Wojciech Fibak Karl Meiler  | Wojciech Fibak Karl Meiler  | 2                          | 7                          | 7                          |   |   |                          |                          |                          |        |        |  |
|  | 2                           | A Met'reveli Ilie Năstase   | 3                         | 6                         | 0                |  |  |                             |                             |                            |                            |                            |   |   |                          |                          |                          |        |        |  |